# Teniente Luis Carvajal Villaroel
Base Teniente Luis Carvajal Villarroel – letnia stacja polarna należąca do Chile, położona na południowo-zachodnim krańcu Wyspy Adelajdy u wybrzeży Antarktydy. Powstała jako brytyjska baza Adelaide Island Station T, założona przez Falkland Islands Dependencies Survey (FIDS, obecnie British Antarctic Survey) w 1961 roku.

## Historia
Miejsce nad Zatoką Małgorzaty, w którym znajduje się baza, zostało wybrane ze względu na mniejszą ilość lodu morskiego utrudniającego dostęp statkom i lepsze lądowisko niż Rothera Point. Stacja została utworzona dla prowadzenia prac badawczych w zakresie glacjologii, geologii i meteorologii. Służyła jako centrum brytyjskich badań lotniczych Antarktydy. Była używana przez British Antarctic Survey od 3 lutego 1961 do 1 marca 1977 roku; ze względu na pogarszanie się stanu lądowiska działalność została przeniesiona do stacji Rothera.
Pierwszy budynek był znany jako Stephenson House, nazwany na cześć A. Stephensona, członka brytyjskiej ekspedycji na Ziemię Grahama w latach 1934-37. Nazwa drugiego budynku, Rymill House, wzniesionego w marcu 1962 r., upemiętnia Johna Riddocha Rymilla, dowódcę tej ekspedycji. Oddzielny budynek mieszkalny nosił nazwę Hampton House, po W.E. Hamptonie, zastępcy dowódcy i głównym pilocie ekspedycji; wzniesiony został 1 stycznia 1963.
Baza została przekazana Chile 14 sierpnia 1984 i przemianowana na Base Teniente Luis Carvajal Villarroel (Bazę porucznika Luisa Carvajala Villarroela), na cześć chilijskiego pilota, który zginął podczas misji na Antarktydzie. Jest ona obecnie wykorzystywana jako stacja letnia. Chilijskie Siły Powietrzne zaprzestały działalności w bazie Carvajal, w związku z dalszym pogarszaniem się stanu lądowiska, które ostatecznie doprowadziło do śmierci mechanika lotniczego. Obecnie o budynki dba chilijska marynarka wojenna.